# 濱本英輔
濱本 英輔（はまもと えいすけ、1936年7月2日 - ）は、日本の経営者。国税庁長官、ロッテ副社長を務めた。

## 来歴・人物
兵庫県出身。1961年に東京大学法学部を卒業し、同年に大蔵省に入省した（為替局総務課）。近畿財務局長、大臣官房審議官などを歴任し、1989年6月23日に大臣官房総務審議官に就任。1991年6月11日に主税局長に就任。1993年6月25日に国税庁長官に就任。2003年11月にロッテ副社長に就任し、2007年9月には顧問に就任。
2004年から2006年までに千葉ロッテマリーンズ球団社長を務めた。
2014年4月に瑞宝重光章を受章。

## 親族
- 妻の母方祖父に須磨弥吉郎、父方祖父に副島綱雄（上皇后美智子の母方祖父）。

## 略歴
- 1961年4月：大蔵省に入省（為替局総務課）。
- 1963年6月：近畿財務局理財部。
- 1964年6月：関東信越国税局調査査察部。
- 1965年4月：大臣官房調査課調査主任[4]。
- 1967年7月：荏原税務署長。
- 1968年7月：国税庁長官官房人事課長補佐。
- 1970年7月：関税局企画課長補佐。
- 1972年7月：銀行局銀行課長補佐（長銀・信託等）[5]
- 1974年7月：主計局主計官補佐（厚生第三係主査）。
- 1975年7月：主計局主計官補佐（厚生第一、二係主査）。
- 1976年7月：大臣官房文書課長補佐（総括・審査）[6]。
- 1977年7月：大臣官房企画官 兼 大臣官房文書課。
- 1978年6月：大臣官房企画官 兼 大臣官房文書課 兼 主計局調査課。
- 1979年7月：主計局主計企画官（財政計画担当）。
- 1980年6月：主計局調査課長。
- 1981年7月：主計局主計官（文部、科学技術、文化担当）。
- 1982年6月：主税局調査課長。
- 1984年6月：主税局税制第一課長。
- 1985年6月25日：主税局総務課長。
- 1986年6月10日：大臣官房文書課長。
- 1987年6月25日：近畿財務局長。
- 1988年6月15日：大臣官房審議官（大臣官房担当） 兼 会計センター所長。
- 1988年12月27日：大臣官房審議官（主税局担当）。
- 1989年6月23日：大臣官房総務審議官。
- 1991年6月11日：主税局長。
- 1993年6月25日：国税庁長官。
- 1994年7月1日：退官。